# Travotolokî, Zboriv
Travotolokî (în ucraineană Травотолоки) este un sat în comuna Zaruddea din raionul Zboriv, regiunea Ternopil, Ucraina.

## Demografie
Componența lingvistică a localității Travotolokî
     Ucraineană (100%)
Conform recensământului din 2001, toată populația localității Travotolokî era vorbitoare de ucraineană (100%).